# Großrosseln
Großrosseln är en kommun och ort i Regionalverband Saarbrücken i förbundslandet Saarland i Tyskland.
De tidigare kommunerna Dorf im Warndt, Emmersweiler, Karlsbrunn, Naßweiler och Sankt Nikolaus uppgick i Großrosseln 1 januari 1974.